# اندرو کستل
اندرو کستل (انگلیسی: Andrew Castle؛ زاده ۱۵ نوامبر ۱۹۶۳) تنیس‌باز بازنشسته و مجری تلوزیونیاهل بریتانیا است.